# 金作町
金作町（きんさくちょう）は、愛知県名古屋市北区にある地名。町丁の改廃を経て黒川の部分にのみ残存する。5丁目のみ現存。

## 地理
名古屋市北区南部に位置する。東は志賀町、西は黒川本通と杉村町字道下、南は清水五丁目、北は黒川本通。
全域が黒川とその河川敷となっており、河川敷は北清水親水広場として整備されている。

## 歴史

### 沿革
- 1934年（昭和9年）7月15日 - 東区杉村町字金作の一部から成立。1 - 4丁目を設定[1][5]。
- 1944年（昭和18年）7月1日 - 杉村町字金作・道下の各一部を5丁目とした[5]。
- 1944年（昭和19年）2月11日 - 北区成立に伴って、北区金作町となる[4]。
- 1980年（昭和55年）11月23日 - 大部分が清水4 - 5丁目・柳原3丁目となる[4]。

## 施設
- 北清水親水広場 - 名古屋市の堀川総合整備事業の一環として整備された広場で、1996年（平成8年）3月に完成し、同年4月に供用が開始された[6]。総事業費は1億3000万円[6]。当地は明治期から大正末期にかけて犬山との水運の拠点であり、池と木製デッキ、常夜灯を設置することで当時の雰囲気に近づけている[6]。

## 史跡
- かつては、堀川水運の港が存在した。

## 人物
- 戸田恵子 - 2歳から中学3年生まで居住[7]。

#### WEB
1. ↑  “町・丁目(大字)別、年齢(10歳階級)別公簿人口(全市・区別)”.   名古屋市 (2019年1月23日). 2019年1月23日閲覧。
2. ↑  “郵便番号”.  日本郵便. 2019年1月6日閲覧。
3. ↑  “市外局番の一覧”.   総務省. 2019年1月6日閲覧。
4. ↑  “愛知県名古屋市北区金作町”. Yahoo!地図.   ヤフー. 2022年8月28日閲覧。

#### 書籍
1. 1 2  「名古屋市告示第百四十五號」『名古屋市公報』第321号、名古屋市役所、1791–1793頁、1934年7月2日。
2. ↑  「角川日本地名大辞典」編纂委員会 1989, p. 496.
3. ↑  角川書店 1992, p. 204.
4. 1 2 3  角川書店 1992, p. 748.
5. 1 2  名古屋市北区役所市民室『北区 私たちのまち』名古屋市北区役所、1979年3月、55頁。
6. 1 2 3  “船だまりの面影再現 護岸の広場、4月に開放 北区の堀川”. 朝日新聞朝刊. (1996年2月7日)
7. ↑  戸田恵子 2014, p. 105.